# Епархия Гибралтара (католическая)
Епархия Гибралтара (лат. Dioecesis Gibraltariensis) — епархия Римско-Католической церкви в Гибралтаре. Кафедральным собором епархии Гибралтара является церковь Пресвятой Девы Марии Царицы.

## История
В 1816 году Святой Престол учредил епархию Гибралтара, выделив её из епархии Кадиса и Сеуты.
15 марта 1839 года Римский папа Григорий XVI выпустил бреве «Universi Dominici Gregis», которым понизил статус епархии Гибралтара до уровня апостольского викариата.
19 ноября 1910 года Римский папа Пий XI выпустил бреве «Quae ad spirituale», которым преобразовал апостольский викариат Гибралтара в епархию.

## Ординарии епархии
- епископ John Baptist Nosardy Zino (25.01.1816 — 1839);
- епископ Henry Hughes O.F.M. (15.03.1839 — 1856);
- епископ John Baptist Scandella (28.04.1857 — 27.08.1880);
- епископ Gonzalo Canilla (8.03.1881 — 18.10.1898);
- епископ James Bellord (5.02.1899 — 29.07.1901);
- епископ Remigio Guido Barbieri O.S.B. (29.07.1901 — 15.04.1910);
- епископ Henry Gregory Thompson O.S.B. (10.11.1910 — 25.05.1927);
- епископ Richard Joseph Fitzgerald (25.05.1927 — 15.02.1956);
- епископ John Farmer Healy (18.07.1956 — 17.02.1973);
- епископ Edward Rapallo (5.07.1973 — 6.02.1984);
- епископ Bernard Patrick Devlin (20.10.1984 — 14.02.1998);
- епископ Charles Caruana (14.02.1998 — 18.03.2010);
- епископ Ralph Heskett C.SS.R. (18.03.2010 — 20.05.2014), назначен епископом Халлама;
  - Sede Vacante (2014—2016);
- епископ Carmelo Zammit (26.06.2016 — по настоящее время).

## Источник
- Annuario Pontificio, Libreria Editrice Vaticana, Città del Vaticano, 2003, ISBN 88-209-7422-3
- Бреве De universi Dominici Gregis, Bullarium pontificium Sacrae congregationis de propaganda fide, tomo V, Romae 1841, стр. 173  (лат.)
- Бреве Quae ad spirituale, AAS 2 (1910), стр. 942  (лат.)